# Gerald Finley
Gerald Finley (n. Montreal, Canadá; 30 de enero de 1960) es un bajo-barítono canadiense de relevancia internacional, famoso como liederista e intérprete de Mozart.

## Trayectoria
Se educó en la St. Matthew's Anglican Church (Ottawa)|, la University of Ottawa, el King's College, Cambridge y el Royal College of Music de Londres.
Se destaca en personajes de óperas de Mozart como Guglielmo en Così fan tutte, Papageno en La Flauta Mágica, el conde de Las bodas de Fígaro, y Don Giovanni. Debutó en el Metropolitan Opera en 1998 como Papageno en Die Zauberflöte
En ópera contemporánea creó el rol del Doctor Oppenheimer en la opera de John Adams el Doctor Atomic en la San Francisco Opera y luego en el Metropolitan Opera en 2008.
En prestigiosas salas de concierto como el Carnegie Hall y Wigmore Hall ha destacado como intérprete de Lieder, especialmente en Amor de poeta de Robert Schumann.
Destaca como Eugenio Oneguin, Nick Shadow en The Rake's Progress, Agammenon en Ifigenia en Táuride, Rinaldo de Handel, Pelléas et Mélisande y otras.
Ha ganado el premio de la revista inglesa Grammophone al artista del año 2009 en categoría vocal por "Dichterliebe".